# Ugh!
Az Ugh! egy őskorban játszódó platformjáték, melyet a Haip Software fejlesztett és a Play Byte adott ki 1992-ben Amiga, MS-DOS és Commodore 64 platformokra. 2019-ben az Amigás változatnak elkészült a merevlemezre telepíthető és onnan játszható WHDLoad verziója.

## Alaptörténet
Barlangi hősünk dekoratív barátnőjének mindig is magas elvárásai voltak, míg egy nap, amikor ősemberünk fejére esik egy alma, megszületik a nagy ötlet, hogy hogyan tudna pénzt csinálni egy légi járművel. Meg is alkotja a légitaxit és elkezdi szállítani barlangi testvéreit, ahova csak szeretnék.

## Játékmenet
| Összegzőoldal | Értékelés |
| ------------- | --------- |
| Moby Score    | 7,3       |

| Szerző                   | Értékelés |
| ------------------------ | --------- |
| 576 KByte                | 97%       |
| Aktueller Software Markt | 8/12      |
| Amiga Action             | 74%       |
| Amiga Format             | 88%       |
| Amiga Power              | 79%       |
| 64'er                    | 7/10      |

Az Ugh! 69 pályát tartalmaz, melyeken kell a taxizást művelni pedálos légijárművünkön. Az ősembereknek csak ki kell jönniük barlangi üregeikből és elkurjantaniuk magukat, hogy hova szeretnének menni. A játék szereplői borsszem nagyságúak és a főhős feladata, hogy ősi "röpp-bringájával" a platformok között a megfelelő helyre szállítsa ősembertársait, mint egy őskori taxis. Vigyázni kell a túl rázós landolásra, mert ez egy élet elvesztésével jár. Nem célszerű agyontaposni senkit és figyelni kell a repkedő madarakra, illetve a dühös dínókra. A játékosnak érdemes a szebbik nem kedvében járni. Ha valaki vízbe pottyan, rövid ideig lehetőség van a vízen landolni és kimenteni a fuldoklót. A pedálozás fárasztó, így taxisunknak ennie is kell, különböző fákról levert gyümölcsöket.

## Fogadtatás
Az 576 KByte az 1992-es októberi számában azt írja a játékról, hogy "Amigán külön élményszámba megy a hangulatos bantu-muzsika, amit egy-egy UGH! nyögés tarkít. C64-en a gép adottságainak köszönhetően gyengébb egy fokkal a grafika, de semmivel nem rontja ez az élvezeti szintet. Nagy show, nehogy kihagyd!"
A német Commodore 64-re specializálódott 64'er magazin szerint a grafika "részletgazdag, de egy kicsit áttekinthetetlen", ugyanakkor figyelemreméltónak találják a víz-effektet (tükröződés). A zene pedig "furcsa" szerintük, de "összegészében egy jó játék, egy kis idegeskedéssel a joystick körül."